# Německý rex
Německý rex je kočičí plemeno, jedno ze čtyř plemen rexů, koček s kadeřavou srstí. Stavbou těla se podobá obyčejné domácí kočce, srst je ale mírně zvlněná.

## Standard německého rexe
Tělo
German rex je středně velká kočka, jejíž tělo má střední délku. Je silné a svalnaté, ale nikdy masivní nebo podsadité. Hruď je z profilu zakulacená a vysloveně silná. Záda jsou od ramen až po trup naprosto rovná. V dospělosti dosahuje hmotnosti 3 až 5 kg.
Nohy a tlapky
Standard german rexe předepisuje jemné středně dlouhé nohy. Tlapky jsou výrazné a mírně oválné.
Ocas
Ocas je středně dlouhý. Má silný kořen a směrem ke špičce se mírně sbíhá. Špička ocasu by měla být zaoblená. Žádoucí je dobré osrstění.
Hlava
Hlava plemene german rex je zakulacená s dostatečnou šířkou mezi ušima. Vnější linie hlavy by měla téměř rovně stoupat od tváře ke špičkám uši. Uši jsou středně velké a mají širokou základnu. Jejich špičky jsou mírně zaoblené. Vnější strana by měla být hustě porostlá jemnou srsti. Vnitřní strana je jen mírně osrstěná. Brada je silná; tváře jsou dobře vyvinuté. Nos má u kořene mírné prohnuti.
Oči
Středně velké oči jsou dostatečné vzdáleny od linie nosu, jsou posazené spíše směrem ven. Jsou dosti otevřené a mají zářivou barvu. Barva očí by měla ladit s barvou srsti.
Srst
Srst german rexe je na dotek měkká a sametová. Je krátká, plyšová a zřetelně zvlněná nebo kadeřavá. Chybějící pesíky propůjčují srsti jedinečnou strukturu. Zvlnění je plně vyvinuto většinou až ve věku jednoho či dvou let. Hustota srsti se pohybuje od řídkého měkkého pokrytí po hustou stejnoměrnou strukturu. Hmatové chlupy jsou zvlněné. Standard povoluje všechny barvy. Je povolen jakýkoli podíl bílé barvy.
Vady
Nezvlněná nebo rozcuchaná srst je považována za vadu. Totéž platí pro holá místa a příliš krátké nebo holé ocasy. Nadmíru protáhlá hlava, nadprůměrně úzká základna čenichu, rovná linie profilu a orientální a jsou rovněž hodnoceny jako vady.